# يهوذا والمسيح الأسود
يهوذا والمسيح الأسود (بالإنجليزية: Judas and the Black Messiah)‏ فيلم دراما أمريكي عن السيرة الذاتية مأخوذ عن حياة فريد هامبتون، رئيس حزب الفهود السود في أواخر الستينيات في إلينوي. الفيلم من إخراج وإنتاج شاكا كينج، وكتبه كينج وويل بيرسون، استنادًا إلى قصة كتبها كينج وبيرسون وكيني وكيث لوكاس. الفيلم من بطولة دانيال كالويا ولاكيث ستانفيلد.
تقرر إصدار الفيلم في الولايات المتحدة في 12 فبراير 2021، في وقت واحد في دور العرض وعلى اتش بي اوه HBO Max.

## طاقم التمثيل
- دانيال كالويا: في دور فريد هامبتون
- لاكيث ستانفيلد: في دور ويليام أونيل
- جيسي بليمونز: في دور روي ميتشل
- دومينيك فيشباك: في دور ديبورا جونسون
- أشتون ساندرز: في دور لاري روبرسون
- مارتن شين: في دور جيه إدغار هوفر
- ألجي سميث: في دور جيك وينترز
- ليل ريل هوري: في دور بريان
- جيرمين فاولر: في دور مارك كلارك
- داريل بريت جيبسون: في دور بوبي راش
- روبرت لونجستريت: في دور الوكيل الخاص كارلايل
- دومينيك ثورن: في دور جودي هارمون[7]

## ملخص أحداث الفيلم
ويليام أونيل (ليكيث ستانفيلد)، هو مجرم تافه عُرض عليه صفقة إدعاء للعمل كمخبر لمكتب التحقيقات الفيدرالي، في جهودهم للتسلل إلى فرع إلينوي في حزب الفهود السود وجمع المعلومات الاستخبارية عن حزب الفهود السود ورئيس الحزب الكاريزمي فريد هامبتون (دانيال كالويا). كان هدف مكتب التحقيقات الفيدرالي هو إسكات هامبتون وحزب الفهود السود.
يستمتع أونيل، وهو لص محترف، بخطورة التلاعب برفاقه، وأيضا بمجاراة العميل الخاص روي ميتشل. تزداد براعة هامبتون السياسية عندما يقع في حب زميلته الثورية ديبورا جونسون (دومينيك فيشباك). تدور الأحداث ونتابع هل سينحاز أونيل إلى قوى الخير؟ أو هل سيتمكن من إخضاع هامبتون والفهود بأي وسيلة، حسب تعليمات مدير مكتب التحقيقات الفدرالي جيه إدغار هوفر (مارتن شين).

## الإنتاج
أُعْلِّنْ في فبراير 2019، عن انضمام دانيال كالويا ولاكيث ستانفيلد إلى طاقم الفيلم، وإسناد الإخراج لشاكا كينج، وفي سبتمبر 2019، انضم جيسي بليمونز ودومينيك فيشباك وأشتون ساندرز إلى فريق عمل الفيلم، وفي أكتوبر 2019 بدأ التصوير الرئيسي في كليفلاند، أوهايو في 21 أكتوبر 2019، وفي 25 و 26 نوفمبر 2019، صُوِرَ في إصلاحية ولاية أوهايو في مانسفيلد. انتهى الإنتاج في 19 ديسمبر 2019.
أُعلن عن عنوان الفيلم على أنه «يسوع كان صديقي Jesus Was My Homeboy»، ثم تغير عنوان الفيلم لاحقًا باسم «يهوذا والمسيح الأسود»  حيث ان الفيلم ظل يوصف بأنه بلا عنوان، وفي يوليو 2020، أُكِّد على أن عنوان الفيلم هو «يهوذا والمسيح الأسود».
كتب موسيقى الفيلم مارك إيشام وكريج هاريس.

## صدور الفيلم
اِتُّفِقَ على عرض الفيلم لأول مرة في العالم في مهرجان صندانس السينمائي 2021 في أول فبراير 2021، ويعرض في 12 فبراير 2021 في دور العرض بالولايات المتحدة.

## وصلات خارجية
- الصفحة الرسمية في وارنر برذرز
- يهوذا والمسيح الأسود  في قاعدة بيانات الأفلام على الإنترنت (بالإنجليزية)
- يهوذا والمسيح الأسود في روتن توميتوز.
- Script نسخة محفوظة January 29, 2021, على موقع واي باك مشين.